# Tysaujfalu
Tysaujfalu (ukrajinsky Тисауйфалу, maďarsky Tiszaújfalu) je část obce Tysaašvaň, v čopské městské komunitě, v okrese Užhorod v Zakarpatské oblasti Ukrajiny. Ves leží mezi Latoricou a Tisou, severovýchodně od Tysaašvaně. Tysaujfalu je napojeno na dálnici Čop – Velká Dobroň s kilometrovou příjezdovou komunikací. Ves byla založena v roce 1940. Počátkem 40. let 20. století se na bývalém panském statku v tehdejší obci Csarondahát (později Červone (okres Užhorod) usadily maďarské rodiny. Místo se později nazývalo Onča. V roce 1991 byla ulice Onča v obci Červone oficiálně prohlášena za obec s názvem Tysaujfalu. Zdejší reformovaný kostel byl postaven v letech 1992–1995. Pro kostel je charakteristické, že zeď a věž jsou pokryty šedobílými kameny.
V roce 2001 zde žilo 277 obyvatel, z toho 92,06 % obyvatel bylo maďarské národnosti.